# Chevrolet Chevelle
Chevrolet Chevelle — автомобиль среднего класса, выпускавшийся Chevrolet (подразделением General Motors) в период с 1964 по 1978 год. Он основывался на платформе GM A-body и был одним из самых успешных автомобилей Chevrolet. Машина выпускалась с кузовами купе, седан, кабриолет и универсал. Модификация Super Sport выпускалась в 1973 модельном году, а Laguna — с 1973 по 1976 год. Спустя три года после отсутствия, была возрождена модель El Camino как часть новой линейки Chevrolet. Chevelle также послужил основой для модели Monte Carlo, введённой в 1970 году. Модификация Malibu, являвшая улучшенной версией Chevelle до 1972 года, сменила её в 1978 году в качестве усовершенствованной и уменьшенной по размеру машины.

## Первое поколение
Chevelle была призвана конкурировать с Ford Fairlane, будучи близкой по размерам и концепции моделям Chevrolet 1955-57 годов. Chevelle имела колёсную базу в 2900 мм, такую же, как и у Chevrolet 1955-57 годов. На протяжении производства всегда предлагались следующие кузова: 2-дверные хардтоп-купе и кабриолеты, 4-дверные седаны и 4-дверные универсалы. В соответствии с другими линейками Chevrolet, 2-дверные хардтопы именовались Sport coupe, 4-дверные хардтопы — Sport Sedan (выпускались в 1972 году). 2-дверные универсалы выпускались в 1964 и 1965 годах на базе 300 серии. Некоторые универсалы получили эксклюзивные индексы — Greenbrier, Concours и Concours Estate. Вся линейка машин оснащалась двигателями V8. Автомобиль Beaumont, продававшийся только в Канаде дилерами Pontiac, основывался на Chevrolet Chevelle.

### Chevelle SS
Chevelle SS позиционировалась Chevrolet как «muscle car». В начале 1964 и 1965 годов автомобиль продавался с эмблемой «Malibu SS» на задней панели. С середины 1965 года стоимость Chevelle составляла $1501. В зависимости от типа кузова, машинам присваивались индексы 737 (седан) или 767 (кабриолет). Для 2-дверных хардтопов и кабриолетов за $162 предлагался комплект «Super Sport», включавший обновлённый внешний вид, эмблемы SS и 14-дюймовые колёса с колпаками от Impala SS. Интерьер был отделан виниловым покрытием, напольным алюминиевым рычагом переключения 4-ступенчатой МКПП Muncie либо 2-ступенчатой АКПП Powerglide. В качестве дополнения, на Malibu SS могли ставиться четыре контрольные лампы и тахометр. Двигатель — V8 объёмом 280 куб. дюймов (4638 см³), с четырёхкамерным карбюратором и мощностью 220 л. с.
Конкурентами Malibu SS становятся Pontiac GTO (основанный на Pontiac Tempest, с двигателем 390 куб. дюймов (6375 см³) и мощностью 325 л/с, 242 кВт) и Oldsmobile Cutlass 442 (330 куб. дюймов (5408 см³), 310 л/с). Поэтому в 1964 году Chevelle имеет двигатели V8 объёмом 327 куб. дюймов (5359 см³) и мощностью 250 или 300 л/с (224 кВт). Все они оснащались 4-камерными карбюраторами со степенью сжатия 10.5:1., способными конкурировать с Ford Fairlane и Plymouth Barracuda. Но для «muscle car» требовалось больше мощности и в 1965 году Chevrolet предлагает мотор V8 рабочим объёмом (327 куб. дюймов) 5359 см³ с Regular Production Option (RPO) L79. Chevelle пользовался успехом у покупателей на рынке и в первый год производства выпущено 294160 автомобилей, в том числе 76860 SS. После 1965 года индекс Malibu SS перестал присваиваться автомобилям, за исключением экспортируемых в Канаду. Malibu SS396 с моноблочным двигателем были выпущены в 1965 году в количестве 201 штуки, из них до наших дней дошли 75 (оригинальные Z-16).

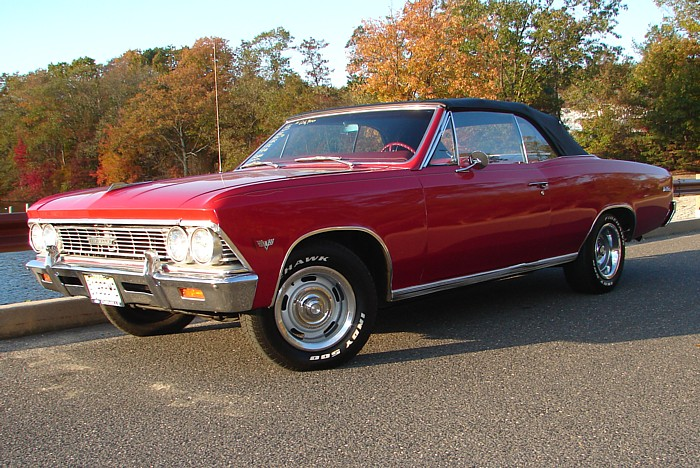
Кабриолет Chevelle Malibu 1966 года (с шинами от Impala 1965 года)

В 1966 году в линейку Chevelle добавлена высокопроизводительная модель SS 396 (с индексами 817 и 867), имевшая собственную линию двигателей и оборудование. Купе и кабриолеты SS 396 использовали усиленную раму и кузов от «Malibu Sport» с тяжёлой подвеской и утолщённым передним стабилизатором, но различной внешней отделкой. Они имели воздухозаборники на крышке капота, шины с красными полосами и боковые молдинги. Производительность двигателей V8 CID 396 куб. дюймов (6489 см³) могла составлять 325 л/с (242 кВт), 350 л/с (260 кВт) и 375 л/с (280 кВт). Серия SS396 выпускалась с 1966 по 1968 год. В 1967 и 1968 годах выпускалось спортивное купе с индексом 17.
В Канаде спортивные Chevelle продолжали именоваться, как «Malibu SS» в 1967 и 1968 модельном годах. Эти машины имели те же самые комплектации, что и обычные «Malibu» (не SS) для США, не имея воздухозаборников на капоте и шин с красными полосами. Начиная с января 1967 года, канадские Chevelle SS396 получили те же обозначения, что и в США.

### Z16 SS396
На заводе в Канзас-Сити в 1965 году выпущено 200 экземпляров Chevelle Z16. Она имела раму от кабриолета, суженную заднюю ось, тормоза от модели Impala, тяжёлую подвеску, а также наиболее комфортабельный салон и все возможные опции. На неё устанавливался моноблочный двигатель V8 Turbo-Jet объёмом 396 куб. дюймов (6489 см³) с 4-ступенчатой МКПП. На задней панели имелась уникальная хромированная отделка и задние фонари, отличавшиеся от Malibu и Malibu SS.
Прототип Chevelle Z16 был построен на заводе в Балтиморе. Вместе с ним общее количество выпущенных машин составляет 201 штуку. Один из кабриолетов был построен для генерального директора Chevy Саймона Кнудсена (Semon Knudsen), но не сохранился до настоящего времени.
В связи с очень низким количеством выпущенных машин, Chevelle Z16 является одним из самых желанных и редких когда-либо созданных автомобилей Chevrolet. Цены на сохранившиеся экземпляры составляют не менее миллиона долларов. Некоторые владельцы Chevelle 1965 года пытались подделать свои машины под Z16, однако это крайне затруднительно из-за отсутствия уникального оборудования и отделки Z16.

### Рестайлинг 1966—1967
В 1966 году Chevrolet проводит рестайлинг своих машин. Chevelle получает более гладкие контуры кузова, широкую решётку радиатора, новые бампера, а также изогнутые боковые стёкла. Новый дизайн представлял популярный в 1960-х годах «стиль бутылки Коки». В линейку Malibu добавился хардтоп Sport Sedan. Chevelle продолжали выпускаться в комплектациях 300, 300 Deluxe и Malibu. Выбор двигателей был представлен мотором V8 объёмом 327 куб. дюймов (5359 см³) или же двигателем среднего уровня — V8 объёмом 283 куб. дюйма (4638 см³) и мощностью 220 л/с. В качестве опций предлагались тахометр, колёса с дисками из магнитных сплавов и металлокерамическими тормозными колодками.
В 1967 году автомобили вновь подвергаются незначительным изменениям внешнего вида. На все модели устанавливаются передние дисковые тормоза, новый главный тормозной цилиндр с контрольной лампой. С 1967 года, согласно новым требованиям о безопасности, устанавливается разборная рулевая колонка. SS396 включала в себя модели Super Sport, а также кабриолеты и купе. Двигатель V8 объёмом 396 куб. дюймов (6489 см³) мощностью 375 л/с перестал устанавливаться на новые модели, при этом до его отмены было выпущено 612 автомобилей. На выбор покупателей предлагалось несколько трансмиссий: две 3-ступенчатые МКПП, одна 4-ступенчатая МКПП и две АКПП. Механические трансмиссии оснащались Turbo Hydra-Matic. В числе новых опций: амортизаторы Superlift, подголовники Strato и новые контрольно-измерительные приборы. Хотя в 1967 году Chevrolet вводит новую модель — Camaro, Chevelle рекламируется, как более традиционная спортивная машина.

## Второе поколение
В 1968 году Chevelle получает новый кузов с передними «коническими» крыльями, более обтекаемыми формами и увеличившимся профилем. Купе и кабриолеты 1968 года использовали колёсную базу 2800 мм, а седаны и универсалы — 2900 мм. Увеличилась глубина протектора на передних и задних шинах. Хардтоп-купе получили кузов в стиле полу-фастбэк. Люксовые автомобили (в том числе SS 396 и новый Concours) имели стеклоочистители «Hide-A-Way» системы GM. Sport Super (SS), включавшая SS 396 купе и кабриолет становится отдельным модельным рядом. Chevrolet выпустил 60499 хардтопов SS 396 и 2286 кабриолетов. Super Sport имели 14-дюймовые шины F70 с красными полосами и стандартный двигатель V8 Turbo-Jet объёмом 396 куб. дюймов (6489 см³) и мощностью 325 л/с, который, впрочем, мог быть заменён также на моторы 350 куб. дюймов (5735 см³) и 375 куб. дюймов (6145 см³). SS 396 Sport Coupe продавался за $2899 — на $236 больше, чем Malibu с V8—мотором 307 куб. дюймов (5031 см³). На все автомобили могли ставиться «ковшеобразные» спортивные сидения и виниловый интерьер. Новый седан Concours Sport был ориентирован на роскошь — со специальной звукоизоляцией, «мягкой» приборной панелью, отделкой «под дерево» и виниловой отделкой салона в цвет кузова. В этом году Malibu получил новый седан Sport. Универсал Concours Estate являлся одним из четырёх универсалов в линейке Chevelle. Один год также предлагалась модификация Nomad — Nomad Custom. Двигатели для Chevelle — Turbo-Thrift six мощностью 140 л/с (100 кВт) или Turbo-Fire 307 V8 мощностью 200 л/с (150 кВт). Последний имел вариацию с 325 л/с (242 кВт). Механическая трансмиссия получила систему «Air Injection Reactor (A.I.R)» от GM, которая повысила сложность ремонта. Согласно новому Федеральному мандату о безопасности, все автомобили, выпущенные после 1 декабря 1967 года, должны были иметь боковые габаритные огни, а также ремни безопасности для водителя и переднего пассажира.

### Модели 1969—1972

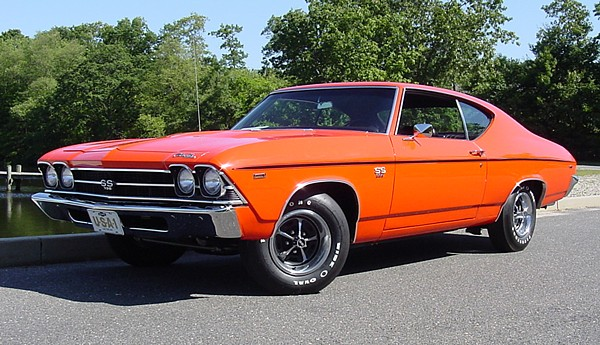
Chevelle SS396 хардтоп—купе 1969 года

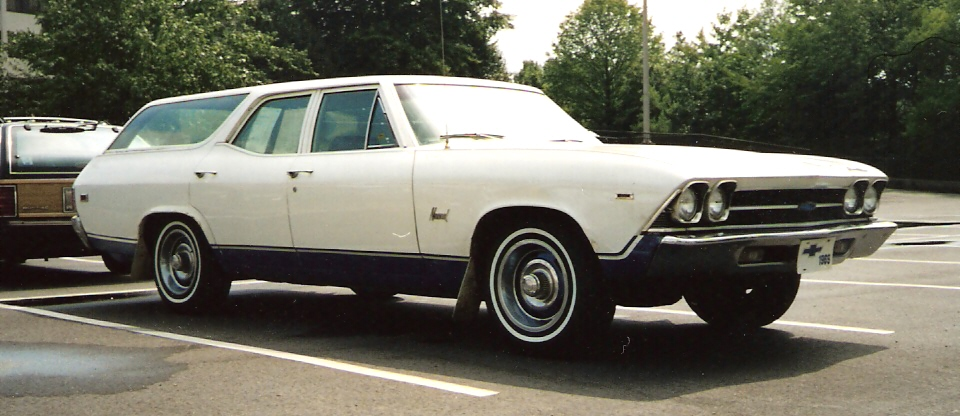
Chevrolet Chevelle Nomad 1969 год

В 1969 году Chevelle рекламировался, как «самый популярный автомобиль среднего класса в Америке». На обновлённой хромированной решётке радиатора располагались четыре фары, а габаритные огни переместились в прорези в переднем бампере. Задние фонари стали крупнее, занимая четверть задней панели. Передние вентиляционные форточки стали исчезать в связи с установкой системы «Astro Ventilation» на многие модели Chevelle. Модельный ряд Chevelle был сокращён до двух модификаций — 300 Deluxe и Malibu. SS 396 перестаёт быть отдельной моделью и становится одной из комплектаций стоимостью $347,60. Это означало падение цены не только на кабриолеты и хардтопы Sport Coupe, но и на300 Deluxe. Было построено очень немного 300 Deluxe SS396 с боковыми стойками, которые в настоящее время ценятся коллекционерами. Super Sport имел двигатель V8 мощностью 325 л. с. рабочим объёмом 396 куб. дюймов (6489 см³), иной капот, радиаторную решётку с эмблемой SS и заднюю панель чёрного цвета. Другие версии данного двигателя имели мощность в 350 и 375 л. с. (280 кВт). Несколько сотен Chevelle имели двигатели V8 объёмом 427 куб. дюймов (6997 см³), который обычно ставился на полноразмерные модели. Универсалы Chevelle имели модификации Concours, Nomad и Greenbrier — последний индекс ранее использовался для обозначения фургона Corvair. Они получили заднюю дверь двойного действия. Универсалы имели длину 5300 мм, в отличие от купе, имевших длину 5000 мм. Chevelle опционально получил омыватели передних фар, электрические стеклоподъёмники и замки, а также обогрев заднего стекла. Производство среднеразмерных Chevy выросло в этом году, Malibu стали более популярными, чем их менее дорогостоящие собратья. Около 7 % Malibu имели 6-цилиндровый двигатель; 86,000 машин имели комплектацию SS 396. Все Chevelle 1969 года имели подголовники и блокируемую рулевую колонку, которые требовались для всех автомобилей, продаваемых в США после 1 января 1969 года.
В 1970 году очередное изменение кузова дало новым автомобилям более «квадратичную» форму. Изменениям подвергся также интерьер. Были доступны Sport Coupe, Sport Sedan, кабриолеты, а также четырёхдверный седан — наряду с обновлённым Super Sport. Последний теперь ограничивается 2-дверным Sport Coupe Malibu и кабриолетом. Позднее в этом году базовая модель стала возрождением 300 Deluxe и была доступна только в качестве Sport Coupe и седан. Новые опции включали автоматические замки и новый стеклоочиститель. Выбор двигателя колебался между стандартным 6-цилиндровым мощностью 155 л. с. (166 кВт) и V8 объёмом 307 куб. дюймов (5031 см³) и мощностью 200 л. с., а также 350 куб. дюймов (5735 см³) и 402 куб. дюйма (6588 см³). В результате появилась модель SS454, которая оснащалась большими двигателями.

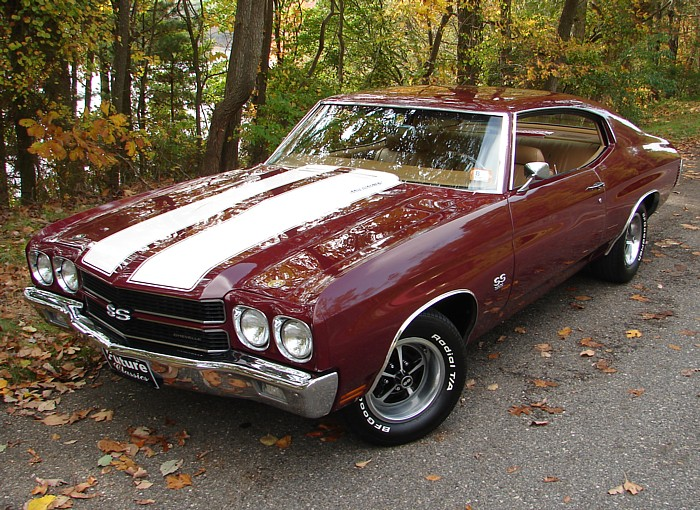
Chevelle SS396 хардтоп—купе 1970 года

SS 396 Chevelle имел двигатель Turbo-Jet 396 V8 мощностью 350 л. с. (260 кВт), специальную подвеску, капот «power dome», чёрную радиаторную решётку, новые бамперы и спортивные колёса. Был также доступен двигатель мощностью 375 л. с. (280 кВт), но таких машин было продано очень немного, так как предлагалась более мощная модель SS454, имевшая V8—двигатель объёмом 454 куб. дюйма (7 439 см³) мощностью 360 л. с. (270 кВт) или его версию с более высокой степенью сжатия и мощностью 450 л. с. (LS-6). Благодаря последнему мотору, Chevrolet Chevelle стала одном из самых быстрых «muscle cars». При нажатии педали газа открывались специальные воздухозаборники на капоте. В зависимости от модификации двигатель 454 (7,4 л) мог иметь следующую мощность: LS5 V8 — 500—550 л. с. (423 кВт), LS6, — 450 л. с. (340 кВт), ZL1 и L88 — оба мощностью 430 л. с. (320 кВт) и изготавливались только для гонщиков.
В 1971 году Chevelle получает обновлённый внешний дизайн, включавший фары «Power-Beam», новую решётку радиатора и бампер со встроенными задними габаритными фонарями и огнями заднего хода. В связи с увеличением страховых надбавок, Chevrolet представила комплектацию «Heavy Chevy», которая оснащалась любым V8-двигателем, за исключением 454, являвшегося эксклюзивом для комплектации SS. В 1971 году базовым двигателем Chevelle становится 350 куб. дюймов (5735 см³) V8—мотор 165 л. с. с двухкамерным карбюратором или же на выбор — мотор мощностью 200 л. с, V8 объёмом 402 куб. дюйма (6588 см³) (270 л. с)., LS-5 (285 л. с). Комплектация SS оснащалась любым V8—двигателем. GM поручает всем своим дочерним компаниям разработку двигателей на топливе с низким октановым числом и неэтилированном бензине. Для этого пришлось понизить степень сжатия (до 9,1 и ниже; в отличие от высокопроизводительных моторов 1970 года с числом 10.25-11.25:1). Мощность всех моторов объёмом от 300 куб. дюймов (4916 см³) до 402 куб. дюймов (6588 см³) падает; хотя по-прежнему предлагается мощный LS-5 объёмом 7,4 л (454). Производство двигателя LS-6, изначально предлагавшегося, как одного из базовых, было прекращено в начале 1971 года.

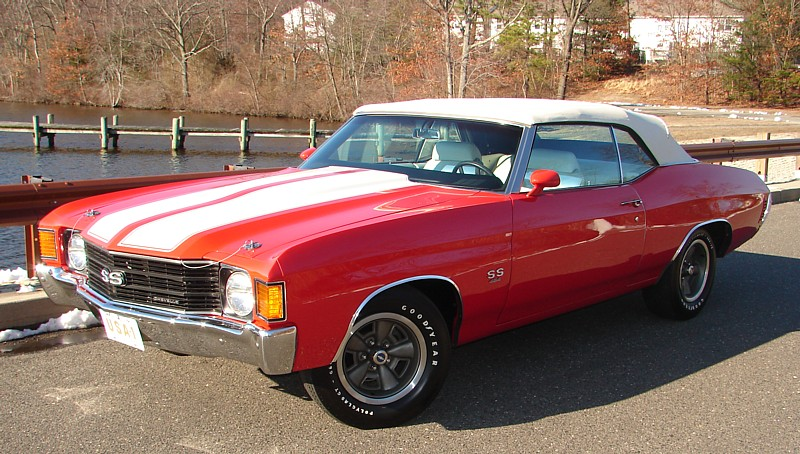
Кабриолет Chevelle SS 1972 года

В 1972 году габаритные огни на Chevelle имели загнутую форму и стали располагаться на углу передних крыльев и радиаторной решётки. Все Malibu получили «скрытые» дворники. Super Sport теперь мог оснащаться любым V8-двигателем, включая базовый 307-кубовый. В 1972 году серия Chevelle становится второй по популярности в Америке. Базовая версия включала в себя четыре модели, в том числе универсал. Люксовые модификации Malibu предлагались также с кузовом кабриолет. Было построено свыше 24,000 Malibu Sport Sedan со стандартным 307-кубовым V8-мотором мощностью 130 л. с. При этом, Malibu Sport Coupe с V8-мотором, стоимостью $2,923, являлся лидером продаж. Версии с шестицилиндровыми моторами стоили на $90 меньше. Дополнительно предлагались также V8-моторы объёмом 350 куб. дюймов (175 л. с.), 402 куб. дюймов (известный также как 396; мощность — 240 л. с.) и 454 куб. дюймов (270 л. с.) Продавашиеся в Калифорнии Chevelle не могли оснащаться 307 V8-двигателем; вместо него ставился двигатель 350. В течение 1970-х годов, автомобили для Калифорнии имеют иные силовые агрегаты, нежели для других штатов. В 1972 году выпускались последние Chevelle, имеющие ценность у коллекционеров.
Для Chevelle SS 1972 года самым мощным мотором становится двигатель 270 л. с. (201 кВт). Согласно требованию GM, отныне стала указываться «чистая» мощность. Остальные двигатели для SS не претерпели изменений с 1971 года. Универсалы Chevelle стали короче на 250 мм и почти на полтонны легче, чем их полноразмерные собратья, но продавались они значительно медленнее. В этом модельном году выпущено: 49,352 Chevelle, 290,008 Malibu и 54,335 универсалов.

## Третье поколение
В период 1973—1977 годов было выпущено почти 1,7 млн Chevelle. В течение этих пяти лет автомобили подвергались мелким изменениям дизайна. В 1973 году продано 28,647 Malibu SS Coupe (включая универсалы) и 42,941 Laguna Coupe, а с 1974 по 1976 год 38,790 Laguna Type S-3.
В 1973 году Chevelle подверглись наиболее значительной модернизации за весь 10-летний период производства. Был прекращён выпуск хардтопов прежнего типа; вместо них введена модель с кузовом полуфастбэк, безрамными стеклянными дверьми и усиленными боковыми стойками, для соответствия предполагаемым новым федеральным стандартам безопасности, которые, однако, не были приняты. 2 и 4-дверные модели получили новые задние боковые стёкла (неопускаемые на 2-дверных купе). Также, новые автомобили имели обновлённые бампер, переднюю и заднюю части, крышу из двойных панелей и дверные ручки.
Размеры колёсных баз остались прежними — 112 дюймов (2800 мм) для купе и 116 дюймов (2900 мм) для седанов и универсалов; при этом длина и ширина кузова увеличились на 1 дюйм (25 мм). Универсалы имели от 6 до 9 пассажирских мест, новую заднюю дверь, облегчавшую погрузку груза объёмом 85 кубических футов.
Модели 1973 года имели также обновлённые передние и задние сидения, проточную систему вентиляции, генератор «Delcotron», 22-галлонный топливный бак. Опционально мог устанавливаться люк с электроприводом. Пространство для багажа увеличилось до 15,3 кубических футов (430 л). Благодаря новому ветровому стеклу, видимость увеличилась на 25 % в купе и универсалах и на 35 % в седанах.

### Новое шасси
Конструкция нового шасси имела длинную 8 ½—дюймовую заднюю ось, более широкие 6-дюймовые колёсные ободы, задние втулки, улучшенную переднюю и заднюю подвески, новые амортизаторы, а также пересмотренную геометрию передней подвески, позволявшую более равномерное и стабильное движение по дорожной поверхности. Увеличилось пространство хода подвески для плавной езды, на пружинах каждого колеса устанавливались компьютерные датчики в зависимости от веса автомобиля. Передние дисковые тормоза становятся базовыми для всех Chevelle 1973 года. В сентябре 1972 года ушёл в отставку Джон Делореан, управляющий Chevrolet. Он, вместе с главным инженером Алексом Мэйром (Alex Mair), принимал участие в модернизации Chevelle.
В 1973 году было доступно пять двигателей. Рядный 6-цилиндровый объёмом 250 куб. дюймов и V8 объёмом 307 куб. дюймов с двухкамерным карбюратором (мощностью 110 л. с., 82 кВт) были стандартными для Deluxe и Malibu. V8 объёмом 350 куб. дюймов с двухкамерным карбюратором (мощностью 145 л. с., 108 кВт) был стандартом для Laguna. По желанию заказчика, на любой Chevelle могли устанавливаться V8 объёмом 350 куб. дюймов с четырёхкамерным карбюратором (мощностью 175 л. с., 130 кВт) или V8 объёмом 454 куб. дюйма с четырёхкамерным карбюратором (мощностью 245 л. с., 183 кВт). Благодаря улучшенным клапанам и гидравлическим распределительным валам, моторы стали надёжнее и могли работать на популярном в то время неэтилированном бензине. Базовой являлась 3-ступенчатая МКПП, опционально ставились 4-ступенчатая МКПП или 3-ступенчатая автоматическая Turbo Hydra-Matic. Радиаторы и охлаждающая жидкость предотвращали перегрев двигателя.

### Пересмотр модельного ряда

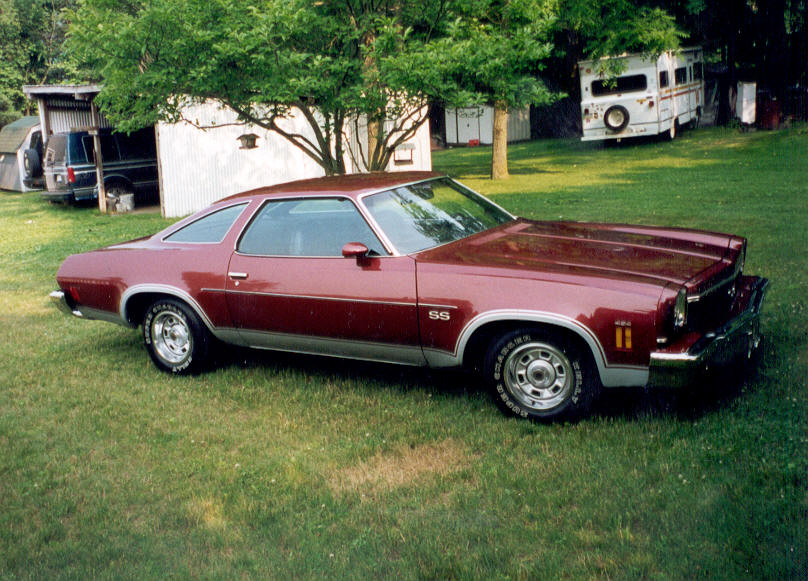
Chevelle Malibu SS Colonnade Coupe 1973 года

Malibu и введённый Deluxe имели новые хромированные передние и задние бамперы и отличались отделкой салона. Интерьер Malibu отделывался тканевым и виниловым покрытием или же полностью виниловой отделкой с напольными коврами. Интерьер Deluxe мог отделываться тканью или винилом без ковров. Напольные покрытия окрашивались в цвет кузова. Предлагался также (в течение одного сезона) универсал SS с V8-двигателем объёмом 454 куб. дюйма, сочетавший в себе спортивный мотор и просторный вместительный кузов. Все SS имели чёрные радиаторные решётки с соответствующей эмблемой, окрашенные в цвет кузова наружные зеркала заднего вида, задние фонари в чёрном обрамлении, специальные передние и задние стабилизаторы поперечной устойчивости, гоночные колёса размером 14x7 дюймов. SS имеет двигатели 350 или 454 V8 с 3 или 4-ступенчатой МКПП или 3-ступенчатой автоматической Turbo Hydra-Matic.

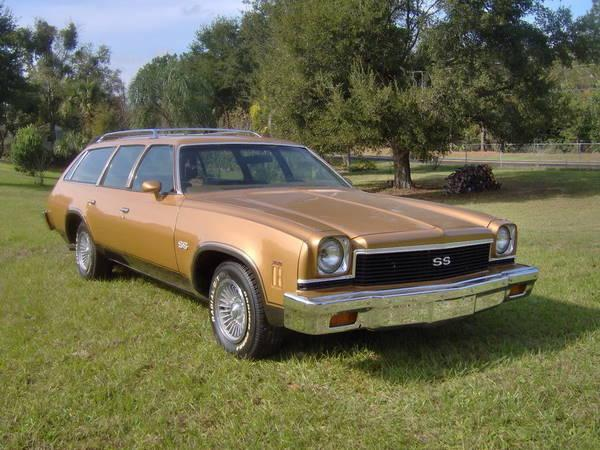
Универсал Chevelle Malibu SS 1973 года

Версия Chevrolet Chevelle для Калифорнии получила индекс Laguna. Внешне она отличалась бамперами, радиаторной решёткой, молдингами, эмблемами и хромированным покрытием. В составе Laguna также находились две версии с кузовом универсал, в том числе и Laguna Estate. Салон отделывался тканью и винилом «под дерево», в дверях имелись карманы для карт.
Chevelle продолжает пользоваться устойчивым спросом у покупателей — в 1973 модельному году продано 327,631 плюс 59,108 универсалов. Продажи Laguna, более дорогой и респектабельной версии Malibu, составили 56,036 машин. Super Sport продано 28,647 машин, включая 2500 с большими 454 моторами. Производство SS прекращено в конце этого модельного года.

### Модели 1974—1977

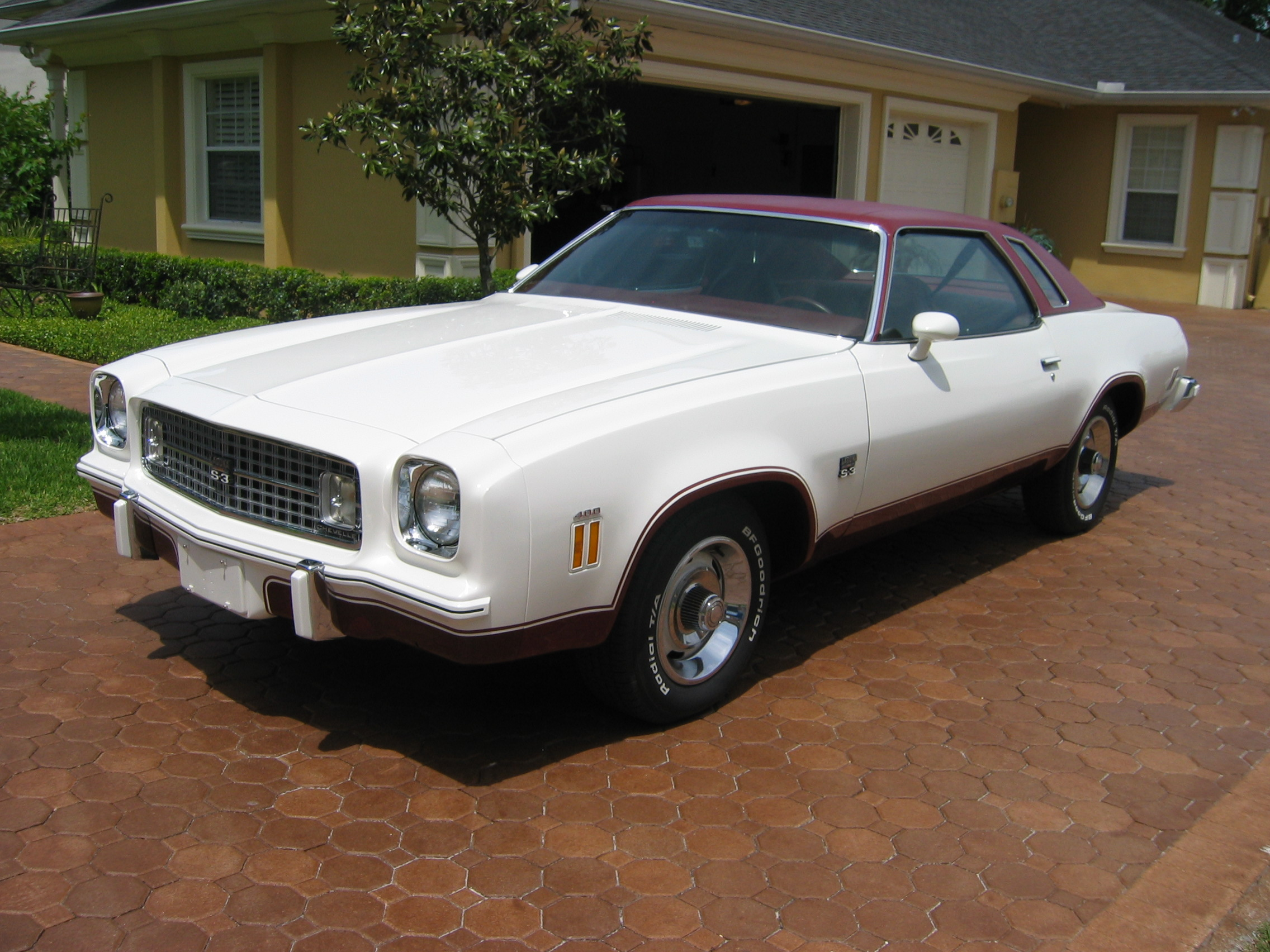
1974 Chevelle Laguna S-3 Coupe

Каждый год вносились незначительные изменения дизайна. Chevelle вместе с Oldsmobile Cutlass были лидерами продаж GM и использовали одну и ту же платформу.
Chevelle 1974 года имела новые бамперы, радиаторную решётку и задние фонари. Индекс Laguna был добавлен в 1973 году для высшей комплектации Chevelle. В 1974 году Laguna Type S-3, сменившая SS, была доступна только с кузовом купе. Она имела 15-дюймовые шины GR70 с радиальным кордом и отличалась от Chevelle изменённой радиаторной решёткой, стояночными огнями, задними фонарями и бамперами, окрашенными в цвет кузова. Стандартная комплектация включала в себя консоль, виниловую крышу, заднее стекло с горизонтальными рёбрами (устанавливалось за отдельную плату), боковые молдинги, 15-дюймовые гоночные колёса HR70, «спортивный» руль с четырьмя спицами, а также более прочные амортизаторы со стабилизаторами поперечной устойчивости. Водительское и переднее пассажирское сидение были «ковшеобразного» типа; на выбор предлагалось шесть различных приборных панелей. Всего выпущено 15792 автомобилей; минимальная стоимость составляла $3723, а цена некоторых комплектаций доходила до $5000. Стандартным двигателем являлся V8 350 (мощностью 145 л. с., 108 кВт) с двухкамерным карбюратором. Прочие моторы: V8 400 (150 л. с., 110 кВт) с двухкамерным карбюратором, V8 400 (180 л. с., 130 кВт) с четырёхкамерным карбюратором, V8 454 (230 л. с., 170 кВт) с четырёхкамерным карбюратором. В Калифорнии стандартным являлся V8 350 (155 л. с., 116 кВт) с четырёхкамерным карбюратором, а 400 и 454 устанавливались на заказ. Модели с 454 мотором имели 4-ступенчатую автоматическую трансмиссию Turbo Hydra-Matic или 4-ступенчатую МКПП Muncie. Все Chevelle имели интегрированные ремни безопасности.
С введением в модельный ряд Chevelle спортивной модификации Laguna, «топовой» версией становится новая Malibu Classic с кузовами седан, купе и универсал. В отличие от Laguna 1973 года, Malibu Classic имела хромированные бамперы, орнамент на капоте, обитые винилом сидения, ковровые дверные панели и приборную доску с отделкой «под дерево». Дополнительно Malibu Classic могли иметь «ковшеобразные» тканевые или виниловые сидения. Производство Deluxe прекратилось в 1974 году, что сделало Malibu базовой моделью. Базовыми двигателями для неё являлись рядный 6-цилиндровый 250 или же V8 350.
В 1975 году Chevelle подверглась косметическим изменениям дизайна. Было прекращено использование индекса «Colonnade» для хардтопов. Автомобили получили радиаторные решётки с узором в виде вертикальной сетки, новые фары и прямоугольные задние фонари. Купе Malibu Classic отличалось окнами «opera windows». Купе Landau имело виниловую крышу, новые колёса и шины, двойные спортивные зеркала заднего вида, окрашенные в цвет кузова. Выбор двигателей колебался от рядного 6-цилиндрового 250 куб. дюймов до 350, 400 и 454 моторов (последний имел мощность 235 л. с.). Все машины с V8—двигателем имели усилитель рулевого управления и радиальные шины. Введена новая система зажигания «Chevrolet Efficiency System», позволившая увеличить мощность и снизить частоту обслуживания. Спидометры имели деление как по милям, так и по километрам в час. После выпуска небольшой серии Laguna Type S-3 в 1974 году, её серийное производство началось в январе следующего, 1975 года. Эта машина участвовала в гонках NASCAR и Монте-Карло в 1983—1988 годах. Она имела окна «opera windows» и виниловую крушу. Двигатель 454 был доступен в первой половине модельного года, после этого, самым мощным мотором стал 400. Опционально ставился пакет «Econominder» для «muscle car».
К 1976 году время популярности Chevelle стало уходить. Laguna Type S-3 в последний раз подверглась незначительным изменениям. Приборная панель от Laguna ставилась затем на Chevrolet Monte Carlo. Производство Laguna составило 9100 машин, а базовая стоимость — $4621.

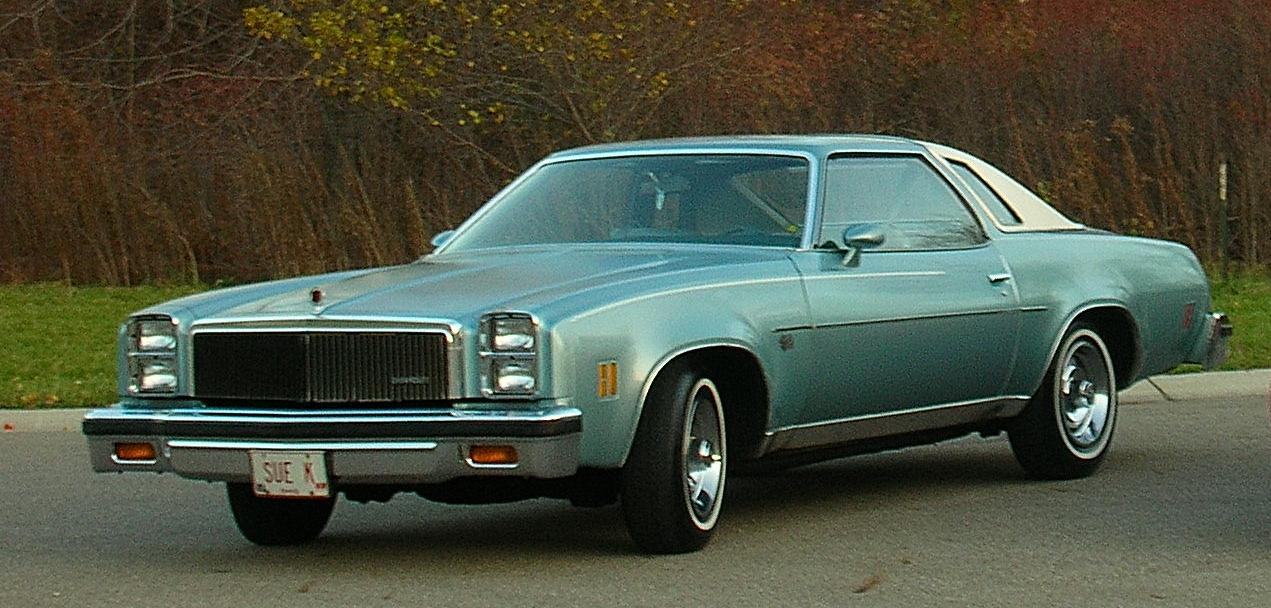
Купе Chevelle Malibu Classic 1977 года

В 1977 году модельный ряд Chevelle состоял из моделей Malibu и Malibu Classic с кузовами седан, универсал и купе. Универсалы Estate, а также Laguna Type S-3 более не выпускались. Выбор двигателей несколько сократился, хотя оставшиеся стали немного мощней. Malibu Classic оставалась наиболее комфортабельной модификацией. Выпущено: 37 215 Malibu Classic Landau, 73 739 Malibu Classic и 28 793 Malibu.
Ограниченная серия Chevelle SE (special edition) имела передние и задние спойлеры, 15-дюймовые шины F60, внешнее оформление, спортивную подвеску F41 и «люксовый» интерьер. Chevelle SE могли быть окрашены только в три цвета; произведено 50 этих автомобилей. В 1978 модельном году, в связи с сокращением среднеразмерной линии автомобилей Chevrolet, производство Chevelle было окончательно свёрнуто.

## NASCAR

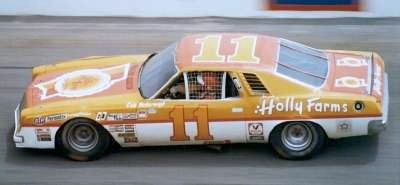
Chevelle Laguna #11 Кейл Ярборо

Chevelle третьего поколения активно принимали участие в гонках NASCAR с 1973 по 1977 год. Chevelle Laguna под управлением Кейла Ярборо (Cale Yarborough) одержала 34 победы в заездах и заняла два из трёх мест на чемпионате Grand National. Для гонок выпускалась специальная Laguna S-3, прекратившая участвовать в соревнованиях с 1977 года. Кейл Ярборо в своём Chevelle # 11 набрал 386 очков, опередив занявшего второе место Ричарда Петти. 

## Галерея

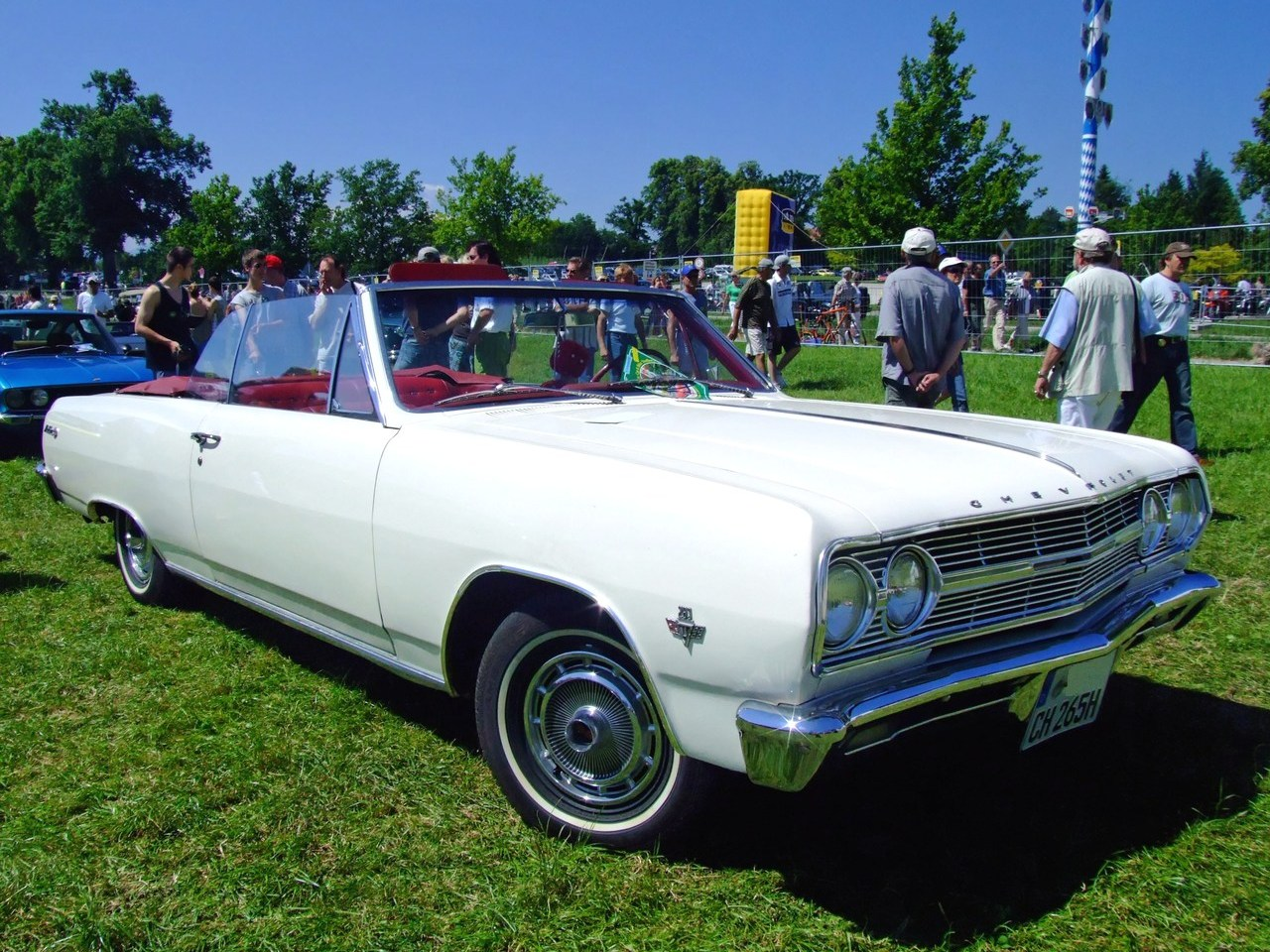
Кабриолет Chevelle Malibu SS 1965 года
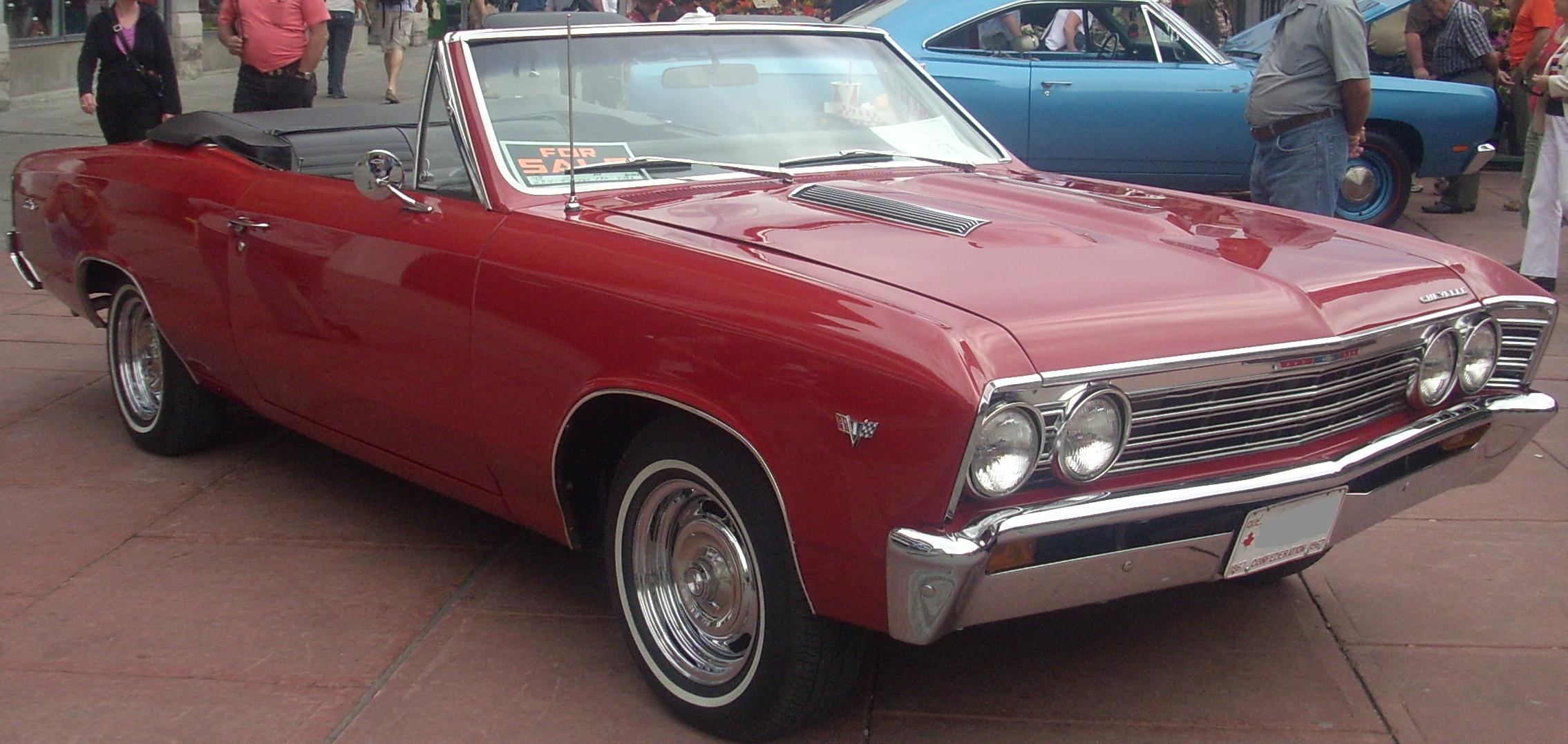
Кабриолет Chevelle Malibu 1967 года
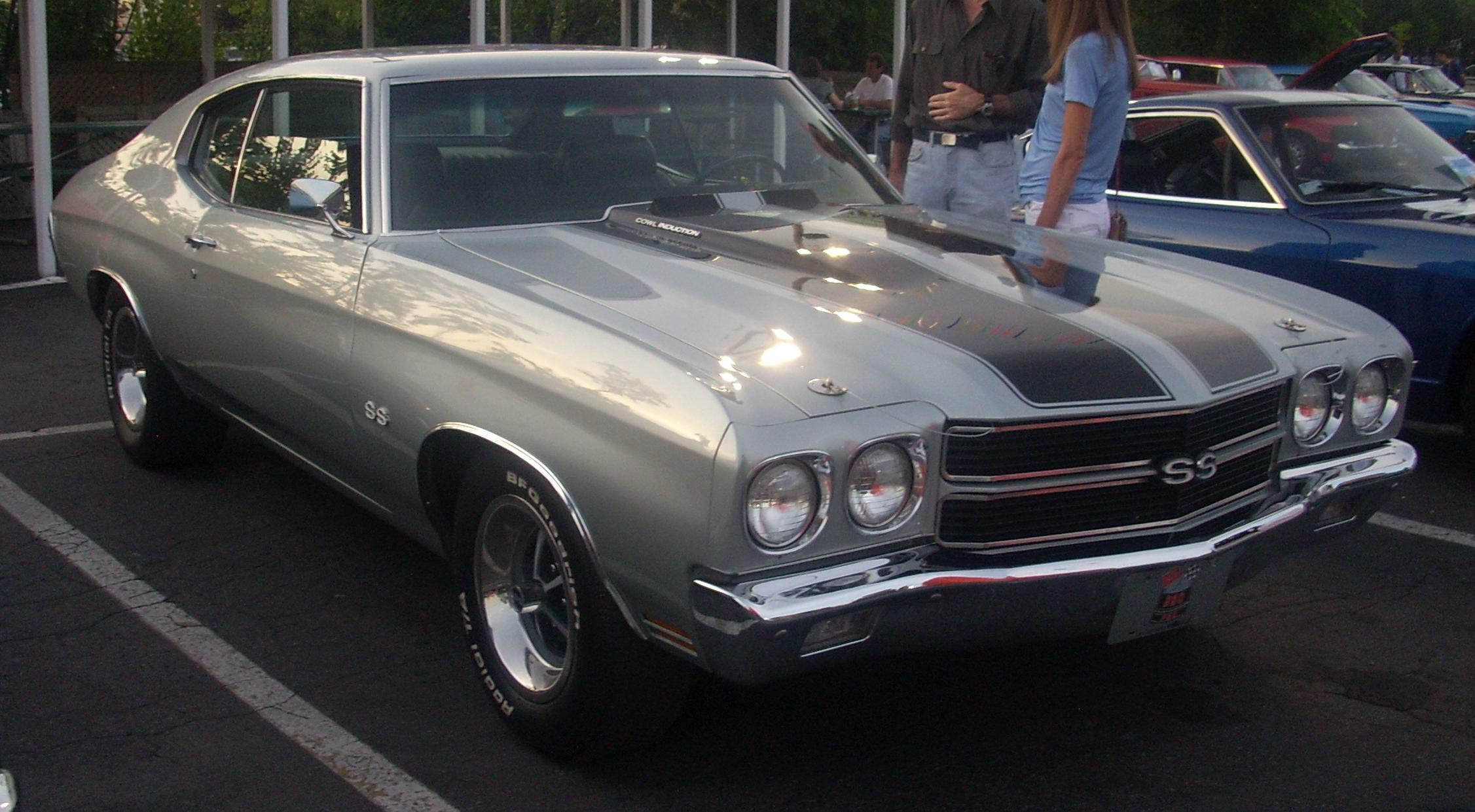
Хардтоп-купе Chevelle SS 1970 года
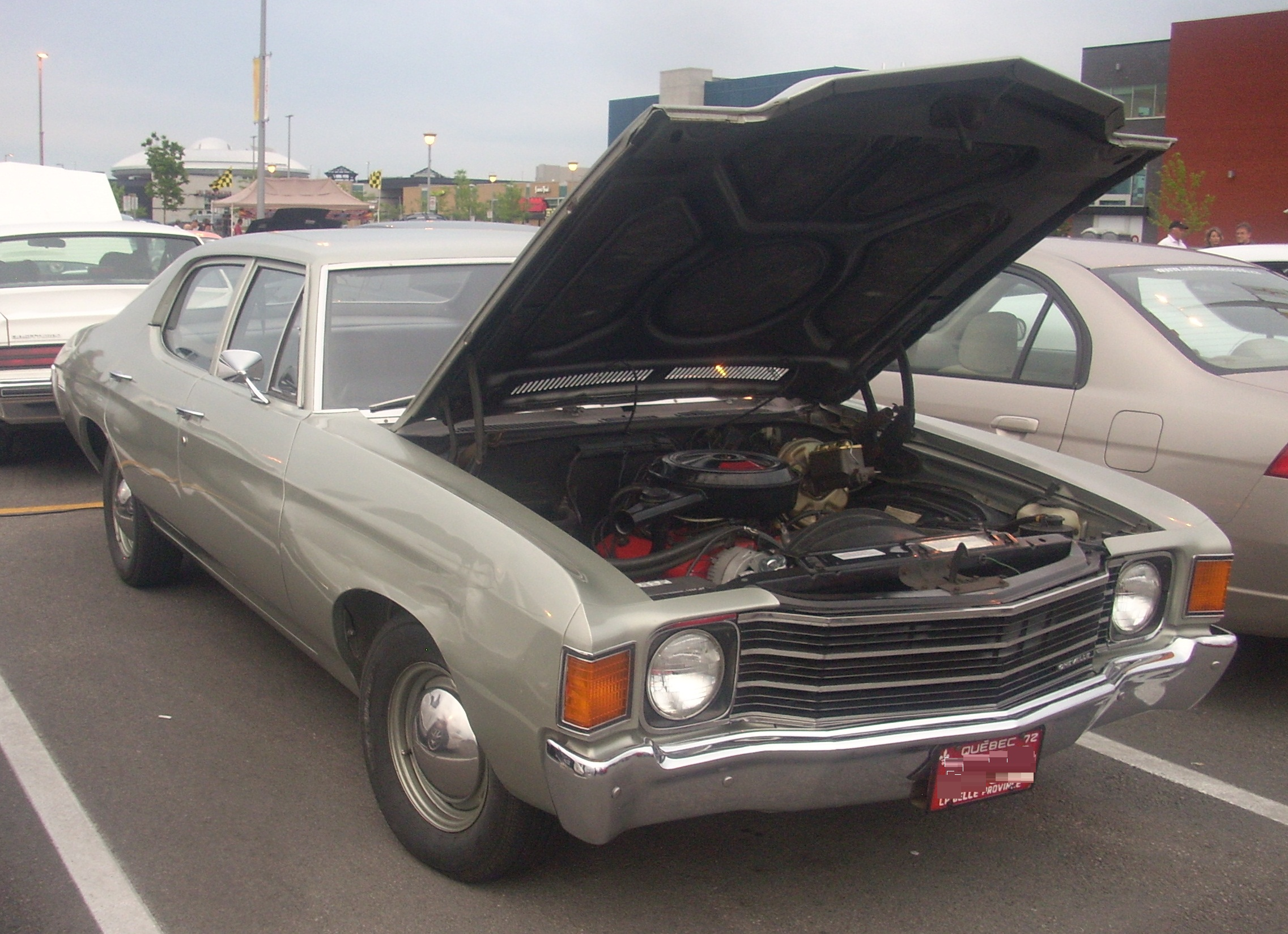
Седан Chevelle 1972 года
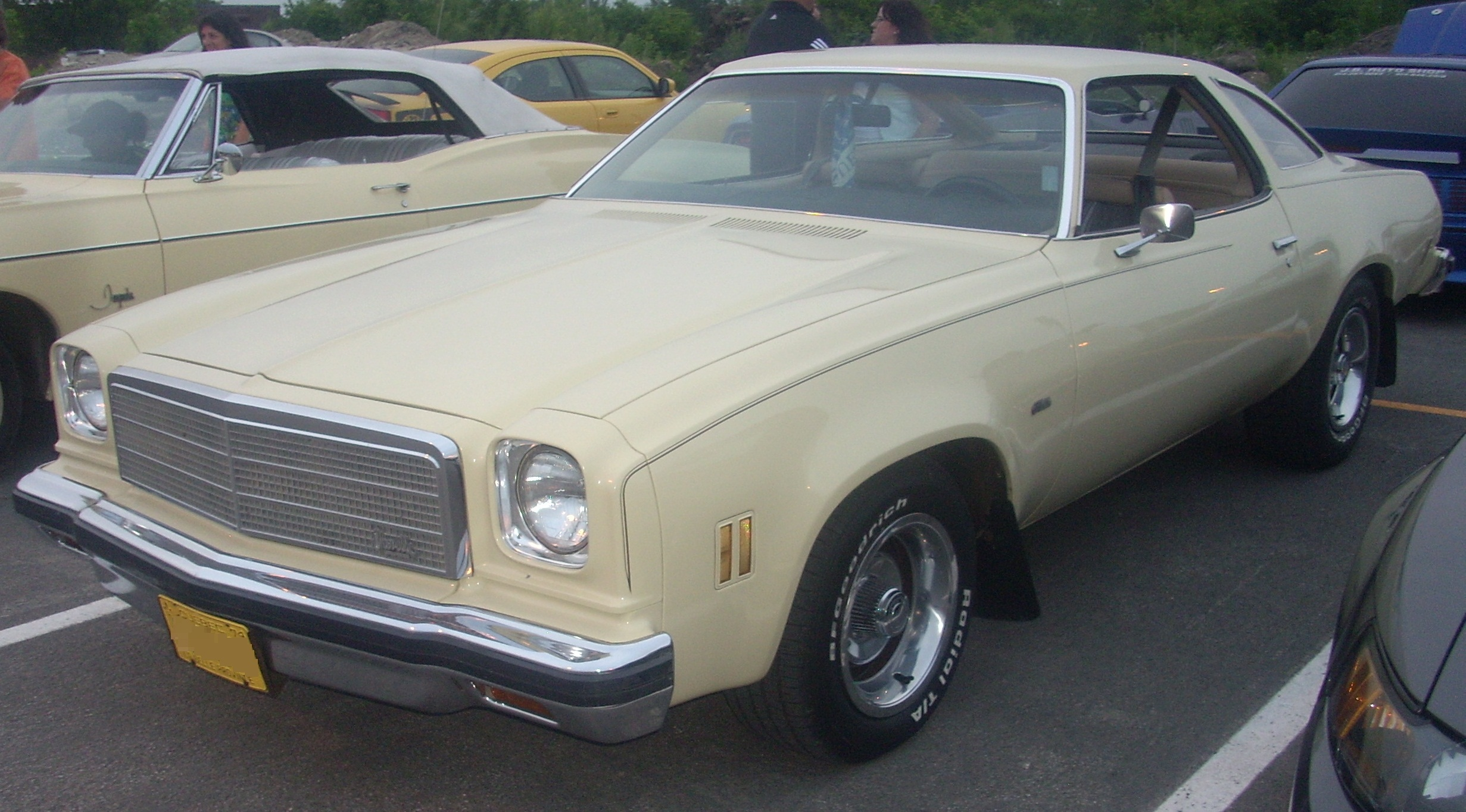
Купе Chevelle Malibu 1974 года
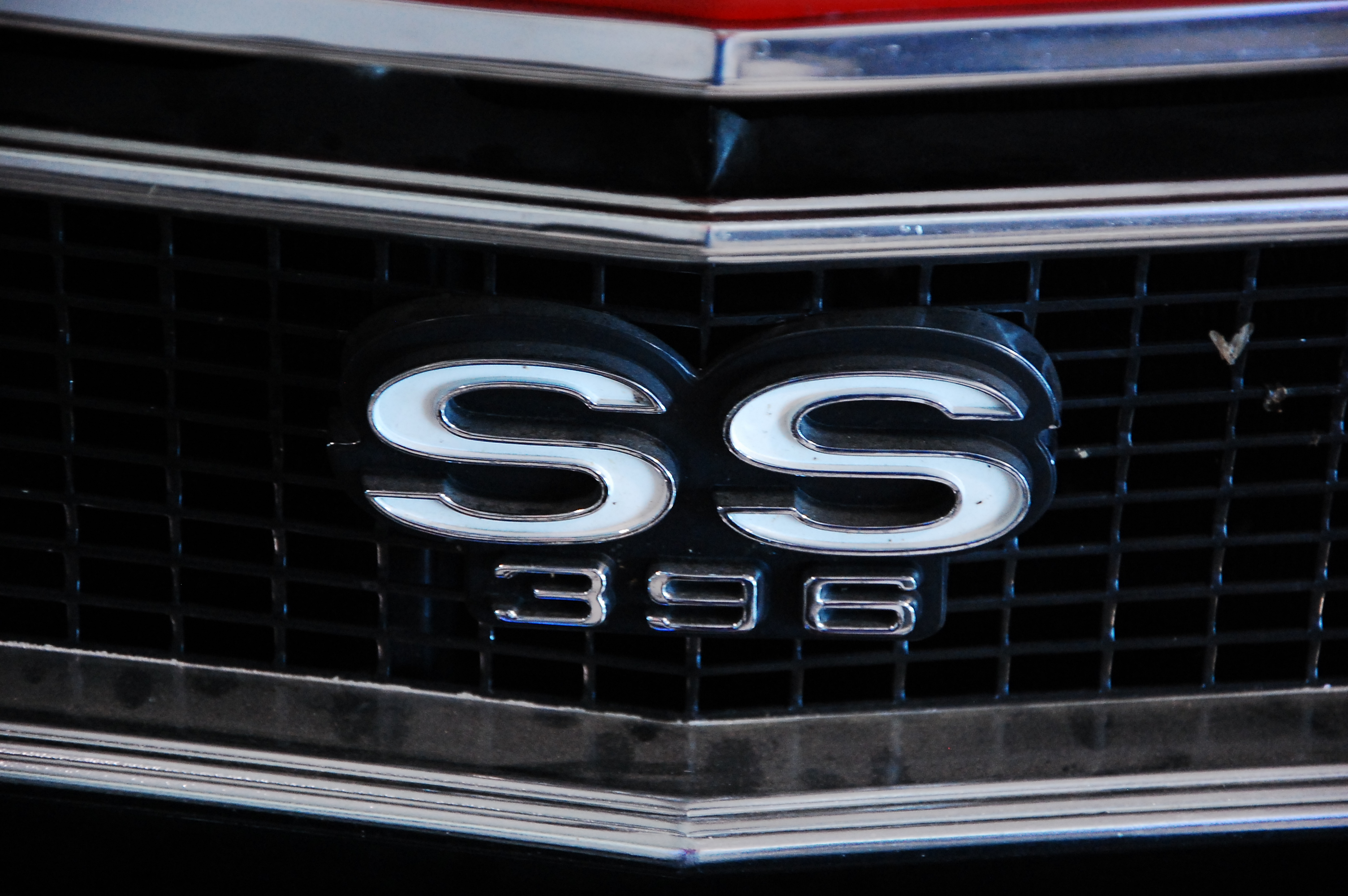
Эмблема SS 396
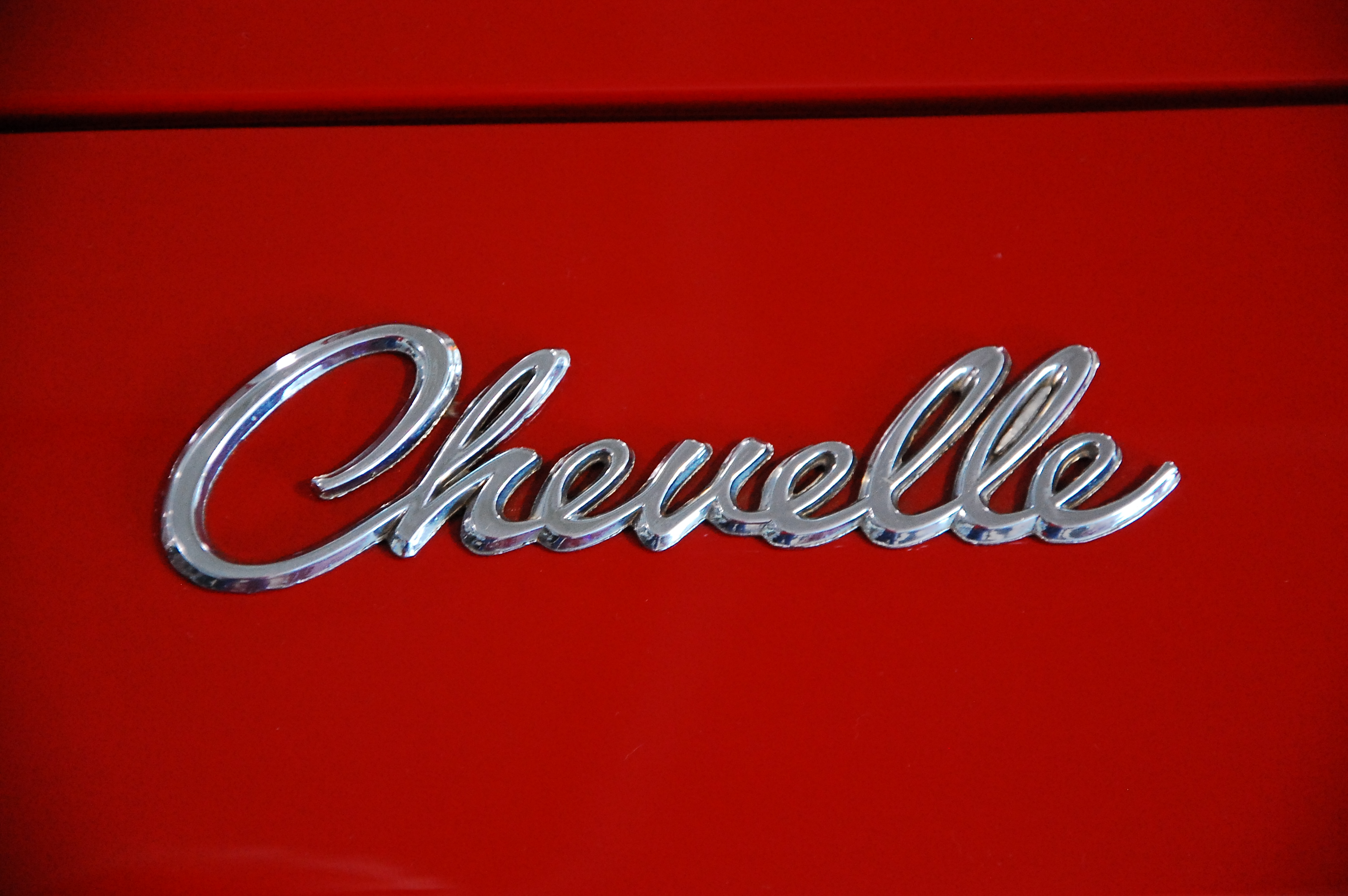
Эмблема Chevelle
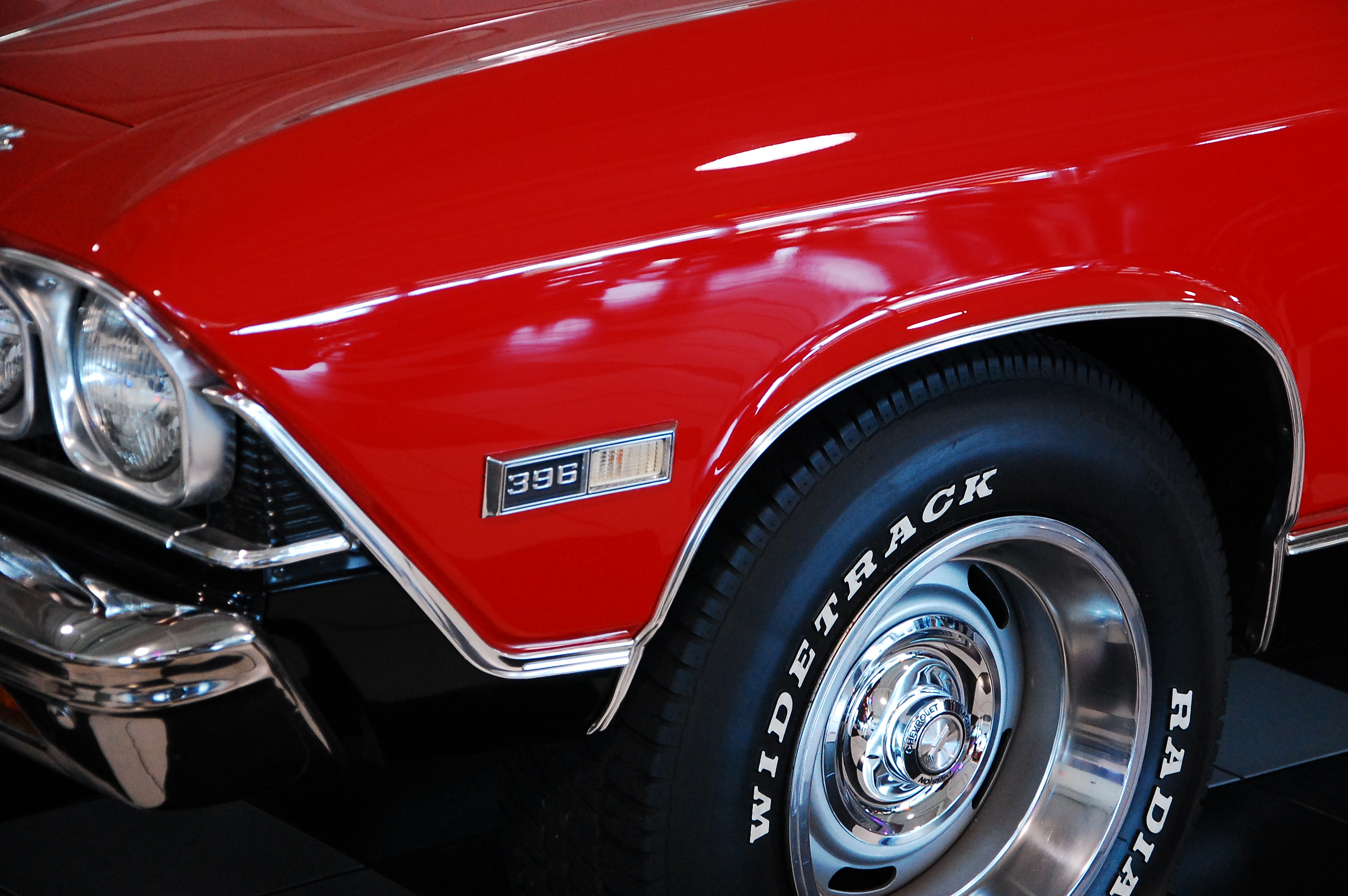
Chevelle 396